# بلیندا استول
بلیندا استول (انگلیسی: Belinda Stowell؛ زادهٔ ۲۸ مه ۱۹۷۱) قایقرانی بادبانی اهل استرالیا بود.
وی در مسابقات کشوری و بین‌المللی در مجموع برندهٔ ۱ مدال طلا شده‌است.